# Selke-Aue
Selke-Aue est une commune allemande de l'arrondissement de Harz, Land de Saxe-Anhalt.

## Géographie
La commune comprend les quartiers de Hausneindorf, Wedderstedt et Heteborn.
| Gröningen   | Kroppenstedt | Börde-Hakel |
| Hedersleben | Selke-Aue    | Hecklingen  |
| Ditfurt     | Seeland      |             |

## Histoire
La commune de Selke-Aue est née de la fusion volontaire en janvier 2010 de Hausneindorf, Wedderstedt et Heteborn.

## Personnalités liées à la ville
- Julius Reubke (1834-1858), compositeur né à Hausneindorf.
- Hermann von Stein (1854-1927), général né à Wedderstedt.
- Gert von Paczensky (1925-2014), journaliste né à Hausneindorf.